# Geobatrachus walkeri
Genre
Espèce
Statut de conservation UICN

 EN B1ab(iii) : En danger
Geobatrachus walkeri, unique représentant du genre Geobatrachus, est une espèce d'amphibiens de la famille des Craugastoridae.

## Répartition
Cette espèce est endémique du département de Magdalena dans le nord de la Colombie. Elle se rencontre entre 1 550 et 2 870 m d'altitude dans la Sierra Nevada de Santa Marta.

## Description
L'holotype mesure 19 mm.

## Étymologie
Le nom du genre vient du grec ge, la Terre, et du grec batrachos, la grenouille. L'espèce est nommée en l'honneur de Bryant Walker (1856-1936), malacologiste qui a mené une expédition dans la Sierra Nevada de Santa Marta en 1913.

## Publication originale
- Ruthven, 1915 : Description of a new Tailless Amphibian of the family Dendrobatidae. Occasional Papers of the Museum of Zoology University of Michigan, vol. 20, p. 1-3 (texte intégral).